# Пылаева, Марина Леонидовна
Марина Леонидовна Пылаева (род. 12 августа 1966, Ухта, Республика Коми) — советская и российская шорт-трекистка, участвовала в зимних Олимпийских играх 1988, 1992, 1994, 1998 годах. Серебряный призёр чемпионата мира 1991 года в женской эстафете. Бронзовый призёр чемпионата Европы 1997 года в эстафете, чемпионка России в многоборье (1996), серебряный призёр на 500 и 1000 метров (1997). Заслуженный мастер спорта России по шорт-треку, мастер спорта СССР по конькобежному спорту.

## Биография
Марина Пылаева родилась в Ухте, но по семейным обстоятельствам, лишённая с раннего детства материнской любви и отцовского внимания переехала в Сыктывкар в детдом, где и пошла в первый класс. Училась в школе № 35, и так исторически сложилось что эта школа славится блестящими  именами в спорте. В 70-е годы это учебное заведение было "кузницей" игроков для хоккейного клуба "Строитель".
Марина по-началу занималась баскетболом, потом её увидел тренер по гимнастике и пригласил в свою школу, где она и стала тренироваться на республиканском стадионе. Но ей этот вид не подошёл и уже после 3-го класса Марина попала в школу конькобежного спорта к тренеру Александру Васильевичу Цветкову. Под его руководством она занималась до 10 класса.
Какое-то время даже совмещала конькобежный спорт и лыжные гонки. В 9-м классе у Марины не стало родителей и в этот сложный период жизни ей помогал тренер Александр Цветков. После школы Марина поступила в Коми государственный педагогический институт, где стала тренироваться под руководством заслуженного тренера РФ Евгения Пономарева. Появились большие перспективы.
В 1985 году стала победителем ЦС ДСО «Буревестник» по спринту в конькобежном спорте и выполнила норматив мастера спорта СССР. Марину зачислили в молодёжную сборную СССР по конькобежному спорту в спринте. В 1987 году она впервые попробовала себя в шорт-треке и в феврале 1988 года приняла участие на чемпионате мира в Сент-Луисе, США и на зимних Олимпийских играх в Калгари, где шорт-трек был демонстрационным видом спорта, там она дошла до полуфинала на всех дистанциях.
В составе сборной СССР и России она выступала ещё на трёх Олимпиадах в Альбервилле, Лиллехаммере и Нагано, где лучшее место было пятым на дистанции 500 метров в Альбервилле. В 1991 году на чемпионате мира в Сиднее вместе с Юлией Власовой, Натальей Исаковой и Юлией Аллагуловой выиграла серебряную медаль в эстафете. В 1993 году на Кубке Европы стала второй раз абсолютной чемпионкой. В 1997 году на первом чемпионате Европы в Мальмё выиграла бронзу в эстафете. Через года в Нагано на своих последних играх Пылаева заняла 12-е место на 500 метров и 26-е на 1000 метров.
Позже она завершила карьеру спортсменки. В конце 90-х тяжело было найти подходящую для спортсмена работу и она открыла свой бизнес по экспорту леса. Потом занялась в области оздоровления биодобавками. В 1996 году получила второе высшее образование, окончив Сыктывкарский государственный университет на историческом факультете.  После вернулась в спорт, стала развивать региональную Федерацию конькобежного спорта в Коми. С 2012 года и до окончания Олимпиады в Сочи работала в оргкомитете, была факелоносцем в эстафете Олимпийского огня. До 2018 года работала в центре Олимпийской подготовки по зимним видам спорта и тренером по шорт-треку. Потом выиграла грант на обучение в Российском международном олимпийском университете города Сочи. В 2019 году Марина получила диплом и её пригласили работать на стадион "Фишт" в Адлере. Марина Пылаева играет в большой теннис, катается на роликах и горных лыжах, а с 2018 года играет в хоккейной  команде "Деффчонки" в ночной лиге. У неё есть сын Артём.